# Средњи Граховљани
Средњи Граховљани су насељено место у саставу града Пакраца, у западној Славонији, Република Хрватска.

## Становништво
На попису становништва 2011. године, Средњи Граховљани нису имали становника.
| Националност       | 1991.       |
| Срби               | 36 (83,72%) |
| Хрвати             | 0           |
| Југословени        | 7 (16,27%)  |
| остали и непознато | 0           |
| Укупно             | 43          |